# Ζプラス
Ζプラス （ゼータプラス、ZETA PLUS） は、「ガンダムシリーズ」のうち宇宙世紀を舞台とする作品に登場する架空の兵器。有人操縦式の人型機動兵器「モビルスーツ」 (MS) のひとつ。初出は、模型雑誌『モデルグラフィックス』で1987年から1990年にかけて連載された『ガンダム・センチネル』。
反地球連邦政府組織「カラバ」および「地球連邦軍」で運用される可変MS (TMS) で、『機動戦士Ζガンダム』の後半主役機「Ζガンダム」の再設計機。変形機構の簡略化や運用領域を限定することで、より量産向けの機体となっている。『センチネル』に登場する宇宙用のC1型や、大気圏内用のA1型をはじめ、多彩な機体バリエーションをもつ。

## 概要
もともとは1986年発行の模型雑誌『モデルグラフィックス』別冊『GUNDAM WARS PROJECT Ζ』（本誌も別冊も大日本絵画刊）の表紙用として、あさのまさひこの製作による1/20胸像モデルが発表された。デザインはあさの、設定協力にかときすなを（現：カトキハジメ）が関与している。
『モデルグラフィックス』1986年12月号において、鈴木信夫製作のMS形態の1/100フルスクラッチモデルと「MSΖ-006A1」の設定が、WRモードとA2型の頭部のあさの、かとき画稿と共に発表された。模型制作は全身のデザインが完全に決定する前での作業で、あさのと鈴木のやり取りによってデザインが起こされていった。その後、1987年の『ガンダム・センチネル』の雑誌展開にあたってC1型が設定され、以後に他のバリエーションも設定された。文字設定のみが存在し、作例、画稿が存在しないバリエーションもある。
その後、『センチネル』のプラモデルシリーズや「マスターグレード」「GUNDAM FIX FIGURATION」などで商品化されている。『センチネル』の連載中の表記は「Ζ plus」であったが、商品化する際に事務用品メーカー「プラス」の商標に抵触する恐れがあることから、「Ζプラス」に改められた。
なお、テレビアニメ『機動戦士ガンダムΖΖ』でもカラバの量産MSとしての登場が検討されていたが、アーガマの「ガンダム・チーム」の登場により、それ以上のガンダムタイプMSの登場は視聴者の混乱を招くとして実現しなかった。後にアニメ版『機動戦士ガンダムUC』にて公式映像作品への登場を果たしている。

## 設定解説
グリプス戦役中盤、アナハイム・エレクトロニクス（AE社）が完成させたMSZ-006 Ζガンダムのウェイブライダー (WR) モードの有効性をエゥーゴの支援組織カラバが注目し、大気圏突入用ではなく大気圏内長距離飛行用としての再設計を経て少数生産した機体が、MSZ-006A1「ΖプラスA1型」である。そして、A1がカラバによる運用を経て宇宙用に再設計した機体が、C1型である。
機体構成はΖガンダムに準じているが、変形機構は簡略化され、機体構造自体の信頼性も向上している。カラバはエゥーゴや連邦軍とは異なるスポンサーによってこの機体を少数量産化したが、コストは高く本格的な量産にはいたらなかった。また、仕様は機体ごとに差異がある。しかしながら、U.C.0096年時点では地球連邦地上軍の一部の基地において、A1型が配備されている。なお、型式番号のMSK-006はカラバにおけるもので、A1の場合は連邦軍ではMSZ-006A1となる。

### 機体構造
ウイングバインダー
背部はΖガンダムのフライング・アーマーからウイング・バインダーに変更された。これは、カラバが行動範囲を大気圏内低空から高々度までと設定しており、その範囲での運用を目的としていたためである。MS時には百式を参考としたAMBAC（アンバック）による姿勢制御、WRモードではVG翼（可変後退翼）として機能する。
サブユニット
Ζガンダムではシールドも兼ねた機首部分は、Ζプラスでは先端に各種のセンサーが内装され、「シールド」とは呼べるものではなく「変形用サブユニット」と呼称されている。
脚部
チャフ・フレアディスペンサーが追加されている。
頭部
後頭部が大型化し、60mmバルカンの収容弾数が80%向上している。

## バリエーション
Ζプラスは多数の機体バリエーションを有し、また、バリエーションごとの性能の差異も大きい。そのため、「Ζプラス○○型」のように、型式名を付加して呼称するのが通例とされる。以下に『ガンダム・センチネル』で展開されたΖプラスのバリエーションを挙げる。
Ζプラスにはカラバおよび地球連邦軍各使用機が存在する。

### ΖプラスA1型
大気圏内用のTMSであり、カラバによる主導のもと、AE社の工場で開発された。エース向けに少数が生産された。
地上用MSとしては優れた性能を持っているが、空中戦闘を想定していないこともあり、WR形態時におけるドッグファイト性能は一般的な戦闘機には遠くおよばず、あくまで長距離侵攻時の移動用として考えられている。Ζガンダムと比較して大気圏内用に機能を限定したため、コストパフォーマンスに優れる。
カラバが使用し、少数生産された後に増産もされている。
アニメ版『機動戦士ガンダムUC』では、地球連邦軍所属機としてシャイアン基地に6機配備されている。カメラアイの色は、グスタフ・カールに合わせて青色から赤色に変更になっている。
ビーム・ライフルは、宇宙世紀0087年時には百式のものやリック・ディアスのビーム・ピストルと同じメーカー製で、スネイルタイプEパックを採用している。威力はΖガンダムのものと同程度である。U.C.0096年時にはリゼルのものを使用していた。
劇中での活躍
アニメ版『機動戦士ガンダムUC』でグスタフ・カールと共にシャイアン基地の警備機として登場したが、ラー・カイラムのMS隊による奇襲を受け、1機は至近距離に迫ったジェスタによって機体にビーム・サーベルを密着される形で攻撃を封殺され、もう1機は変形して上空へ逃れようとした所をジェスタ・キャノンに踏まれ、反撃できずに終わる。
書籍や公式サイトの説明では型式番号「MSZ-006A1」と書かれているが、グスタフ・カールのコックピットからは、「MSZ-006C1」と識別されている。

#### ΖプラスA1型試作機（アムロ・レイテスト飛行機）
第18飛行小隊の隊長だったとされるアムロ・レイが搭乗し、テスト飛行に使用された機体。
カラバのプロパガンダ用に作られた機体。試作1号機として完成した時点ではのちの他機体同様のグレーのロービジ塗装であったが、その後のカラーリングはほかの機体と違い、最初のテスト飛行時は青と白のツートンカラー、2度目のテスト飛行時は赤と白のツートンカラーとなっている。3度目のテスト飛行の折にはオレンジと白のカラーとなった。あさのまさひこによれば、カラーリングの元ネタは実在の戦闘機F/A-18 ホーネットの試作6号機だという。
宇宙世紀0087年11月のB型完成まで、12月の「空戦能力向上機」データ収集の2回にわたってアムロが稼働試験をおこない、試験終了後も彼が搭乗しているように見せかけるプロパガンダ機として、さらに使用され続けている（初出はモデルグラフィックス）。その後、アムロはΖガンダム3号機に搭乗したと言われるが、真偽は不明となっている。
カラバが使用し、A1型からの改修で2機ほど造られた。その後はC型やD型の開発母体として改装され続けている。
テールスタビレーターに書かれた「AE」の文字は、アウドムラ艦載機を表すコードであり、番号は機番である。アムロ機のロービジ時には「RN+PC」が更に入り、後述するC1型シグマン機と一致する（同一機と断言まではされていない）。また、部隊番号「018」は通常左肩に入るが、アムロのパーソナルマークが入るために右肩へ記載されている。

### ΖプラスA1B型
初出は『モデルグラフィックス』1989年3月号の1/220の模型作例（あさのまさひこ作）。
型式番号：MSZ-006A1B。A1型を攻撃機として改良した機体。D型と同時期にA型改良機（火力強化型）として提出されたプランであり、予算枠から量産に至らなかったものの数機が生産され、カラバが使用した。

### ΖプラスA2型
初出は『モデルグラフィックス』1986年12月号で、画稿は頭部のみが掲載。その後、1988年10月号に新規の画稿が掲載されている（こちらも頭部のみ）。
型式番号：MSZ-006A2。カラバが使用したA1型からの改修機。A1型の派生機として、頭部にメガキャノンを装備した機体。しかし、大気圏内ではビームの減衰が大きく、十分な性能を発揮できなかった。
データ収集用のテスト機と言っても良く、A1型から6機が改装されたが、実戦投入された3機を除いて、パーツ用として解体された。頭部メガキャノンの運用データは、後のΖΖガンダムに活かされている。
宇宙用の機体に同型の頭部を搭載したC1/2型も存在する。

### ΖプラスA3型
初出は『モデルグラフィックス』1989年1月号。文字設定のみで画稿は存在しない。
型式番号：MSZ-006A3。カラバが使用した。機体コントロールフィンを増設するなど、A1型の性能向上型として計画されたが、より徹底した改良をおこなうD型のプランが採用されたことから、試作の1機のみで増産されることはなかった。

### ΖプラスB型
初出は『モデルグラフィックス』1989年1月号で文字設定、2月号にWR形態の画稿が掲載されている。MS形態の画稿は発表されていない。
型式番号：MSZ-006B。複座練習機。当時カラバに存在しなかったTMSは、乗りこなすのが難しくパイロットの育成を必要としたため、A1型の一部が複座型に改造され、パイロットの育成に使用された。数機程度存在する。

### ΖプラスBN型
初出は『モデルグラフィックス』1989年3月号の1/220の模型作例（二宮茂樹作）。
型式番号：MSZ-006BN。カラバが使用した少数量産機。A1型に対地・対艦攻撃任務により適した改良を加えた実験機。主翼と垂直安定板は大型化され、飛行用サブ・ユニットは熱核ファン・ジェット・エンジンを2機搭載するものに換装されている。

### ΖプラスC1型
初出は『モデルグラフィックス』の連載版『ガンダム・センチネル』。
A1型を宇宙用として再設計した機体。空間戦闘用の装備を付加すると共に、背部にスラスター4基を内蔵したバックパックを装備して推力を強化している。武装面でもサブユニットに長距離射撃用のビーム・スマートガンを装備し火力を強化している。プロトΖ同様にWR形態での大気圏再突入も可能だが、その際には母艦などでセッティングをおこなう必要がある。また、ビーム・スマートガンを装備しての大気圏内飛行も可能とされている。なお、初期に生産された機体はフロント・スカートがA1型と同型となっている。
可変MSとしては生産性に優れた機体であることから少数が量産され、ペズンの反乱の際にはα任務部隊に2機が配備され、討伐部隊の主力MSの1つとして活躍している。機番02のテックス・ウェスト少尉機（後にチュン・ユン中尉が搭乗）は撃墜され、03のシグマン・シェイド少尉機は帰還するも損傷が激しかったため、分解・廃棄されている。

### ΖプラスC1/2型
初出は『モデルグラフィックス』1989年6月号の1/144ガレージキットの作例。型式番号と設定はムックにおいて設定された。型式番号の意味するところが「C1の2型」か「Cの2分の1型」かは不明。2024年発売の『METAL ROBOT魂 (Ka signature) <SIDE MS> ゼータプラス A1/A2 (C型換装パーツセット)』では、カトキとも協議して誤認を避けるため「C2型」と表記された。
型式番号：MSZ-006C1/2。C1型の頭部をA2型のものに換装した機体。地球連邦軍が使用し、少数造られた改修機。一部の機体はフロント・スカートがA1型と同型の旧タイプとなっている。

### ΖプラスC1Bst型
初出は『モデルグラフィックス』1989年1月号の1/144の模型作例。MS形態の初出は後年の「キャラクターモデル」2002年秋号で、玩具『GUNDAM FIX FIGURATION』にて製品化された（A1、C1型とのコンパチ）。キャラクターモデル掲載時には、第一次ネオ・ジオン抗争中期よりカラバへと所属が移されたアーガマの艦載機を指すものと思われる「AG」のコードが機体に描かれていたが、『GUNDAM FIX FIGURATION』では「AD」に改められた。前述の通り、アウドムラのコードは本来「AE」と設定されていたため、謎を残す表記となっている。
型式番号：MSZ-006C1[Bst]。通称「ハミングバード」（ハチドリの意）。AE社により、ディープ・ストライカーの随伴機として計画され、Sガンダムのブースターユニット4機を装着するもの。当初はWR形態のみに仕様を限定した超高速攻撃案だったが、MS形態に変形が可能なプランも立案されていた。武装はC1型標準のビームスマートガンに加え、Sガンダム用のビームスマートガンやビームカノンも装備可能とされ、カタログスペック上はΖプラス系列機の中で最も高い性能を有する。ディープ・ストライカーの廃案に伴い随伴任務特化の本機も存在意義を失い超高コスト機でもあったことから計画のみに終わり実機は製作されなかったとされる。

### ΖプラスC4型
初出は『モデルグラフィックス』1989年1月号で文字設定、3月号で1/220のWR形態の模型作例、4月号にMS・WR両形態の画稿がそれぞれ掲載されている。また、シールド内側に収納できるビームライフルを搭載したものが、漫画『機動戦士ガンダム ムーンクライシス』に登場している。
地球連邦軍が使用し、試作機として少数生産された。低軌道から大気圏上層の守備を目的として、Ζガンダムと同様のフライング・アーマー型バインダーを装備した機体。逆V字型の、主翼の小さなWRになるように設計されており、大気圏突入時の衝撃波を効率よく機体下面に集中させ、また抗力の一部を揚力として取り出すため、この領域では高い飛行性能を発揮する。
変形用サブユニットにはメガ・ビーム・ランチャー付属型とビームライフルを内側に収納できるシールド型の2つが存在する。どちらとも大気圏突入の際に高熱に耐えられるように頑丈な造りとなっている。

### ΖプラスD型
初出は『モデルグラフィックス』1988年10月号のイラストコミック。1月号で文字設定が追加され、1989年2月号にWR形態の画稿が掲載されている。MS形態の画稿は発表されていない。
型式番号：MSZ-006D。カラバと地球連邦軍が使用した少数生産機で、生産数は不明。
WRモードによる空戦能力を重視したため、MS形態では人型を外れたフォルムを有するとされる（しかし、背部の基礎フレームはA・C・D型で共通であるという設定が同ソースに明記されており、A／C型と極端にMS形態のフォルムが異なるとは考えにくい）。
熱核ファンジェット・エンジン2基を収めたバックパックが新たに追加され、WR形態もより空力特性を強化したものに改修されている。結果、コストは張るが、「ガンダムタイプの高性能MS」かつ「一級品の能力を持つ戦闘機」という、バランスのよい機体になっている。また、後に宇宙での運用のためにバックパックをC1型と同等のものに換装した改良型も生産された。

### ΖプラスE型
初出は『モデルグラフィックス』1989年1月号。文字設定のみで画稿、作例は存在しない。
型式番号：MSZ-006E。カラバと地球連邦軍が使用した改修機。
EWAC仕様機で、センサー類が大幅に強化されている。高価な計器類を多数装備するため、Ζプラスとしては最も高額な機体。その存在自体が機密だったことから、試作されたようだが外見などは一切不明。

### ΖプラスR型
初出は『モデルグラフィックス』1989年1月号。文字設定のみで画稿、作例は存在しない。
型式番号：MSZ-006R / RGZ-006。AE社の試作機・評価試験機である。
バックウェポンシステムの評価試験機。TMSの構造の複雑化による高コスト化を抑えるために、非変形MSにサブフライトシステムを付加してTMSの利点を持たせる研究用に試作された。MS本体自体はC1型を大幅に流用している。
「プロトタイプリ・ガズィ」とも呼ばれ、この機体を雛形として、更に開発を進めたものがリ・ガズィである。

## 『ガンダム・センチネル』以外のバリエーション

### Ζ>（ゼータプロンプト）
漫画『機動戦士ガンダム ムーンクライシス』に登場。
型式番号：MSZ-006P。別名「ΖプラスP型」。地球連邦軍が使用した少数量産機。
大気圏突入も可能にしたΖプラス系の機体である。顔はΖガンダムタイプだが、ガンダムタイプの角はなく側頭部に特殊な板状の角がついている。通常タイプと精密射撃型に変形可能な2種形態変形型ビームライフルと盾を持つ。

### ΖプラスS2型
雑誌『電撃ホビーマガジン』のオリジナルストーリー『ソロモンエクスプレス2 THE MYSTERY OF PSYCHOMMUN-SYSTEM』に登場。
A2型と同型の頭部メガキャノンを装備した機体をベースに無人機化し、「ビットMS」として運用するべく、本体を軽量化。また、可変機構はオミットされている。背部にFAZZと同型のハイパー・メガ・カノンを、脚部にEx-Sガンダムと同型のインコムユニットを装備。
地球連邦軍が使用し、数機生産された。極秘裏に実施された「ZZ-00起動試験」に際しては有人で使用されたが、すべて破壊されてしまい、結果として実戦に投入されることは無かった。

### ΖプラスCX型
『モデルグラフィックス』2002年3月号に模型作例として掲載。
Ζプラスを宇宙用にする実験用としてAE社が造った試作機。
ΖプラスC型の試作機体で初の宇宙用Ζプラスでもある。宇宙空間でΖプラスA1型を運用するために気密設計などの確認も試験された。翼は宇宙空間のためか肉抜き穴が複数存在している。

### WAVE RIDER FLEET・プラン機
『モデルグラフィックス』2002年3月号に模型作例として掲載。
宇宙世紀0090年にAE社のキャルフォルニア事業部 (AECD) が構想した、全機種をTMSのみに統一した部隊構想「WAVE RIDER FLEET（Ζプラス戦爆連合）」に基づく宣伝用の機体群。連邦軍によって正式な承認が得られた機体ではないので、連邦軍の型式番号は付いておらず、実際には開発も生産もされていない（宣伝用にダミーの装備を追加した機体や再塗装した機体などは存在する）。

#### Ζプラス・サベイランス
型式番号：AECD-model756-S。E型の延長線上に位置する複座型の機体。電子戦能力に特化し、早期警戒管制能力に優れている。指揮管制機として空中機動部隊の中枢機能を担うことが想定されている。編隊に随行するエスコートジャマー的な運用がなされる予定だった。

#### Ζプラス・ドミナンス
型式番号：AECD-model755-D。空戦能力の強化・WRモードでの制空権確保を主目的とした、D型の延長線上に位置する機体。各部にブラッシュアップがおこなわれているものの、比較的既存のD型からの変更範囲は少なく、新造機だけでなく既存のD型を制空仕様に改造するアップデートキットの提案もあった模様。

#### Ζプラス・ハウザー
型式番号：AECD-model757-H。A2型をベースとして砲撃戦および爆撃に特化した機体。Ζプラス・サベイランスと編隊を組み、それを護衛することを主目的としている。遠距離からの火力支援および直接射撃用に大出力のビーム砲を中心とした砲撃装備を携行し、各種ミサイルをはじめとする爆撃も可能。

#### Ζプラス・ペネトレーター
型式番号：AECD-model744-P。MSとしての性能向上を種目とした機体。モックアップのみ存在した。Sガンダムでテストされていた人工知能技術を応用したコントロールシステムの採用も予定されたという。

### Ζガンダム（レストア機）
書籍『マスターピース ゼータ・ガンダム』に掲載。
型式番号：MSZ-006。第一次ネオ・ジオン抗争終盤にアクシズ内部で傷付き放棄されたルー・ルカ機を終戦直後、連邦軍が回収し、Ζプラスのパーツを用いて再生したとされる機体。胸部やΖプラス同様前後に細長くなった頭部などの形状がグリプス戦役当時のΖガンダムと異なっている。宇宙世紀0091年6月のリ・ガズィ完成披露式典で特別展示された。連邦軍所有の為「AEUG」ではなく「EFF」のマーキングが施されている。